# Sondage (construction)
Pour les articles homonymes, voir Sondage.
En construction,et plus précisément en géotechnique un  sondage désigne les inspections du sol en profondeur par forage, qui sont effectuées par un géotechnicien préalablement à l'implantation d'un bâtiment sur certains terrains, pour déterminer la nature de celui-ci et éventuellement les techniques particulières à mettre en œuvre si le sol s'avère de mauvaise qualité. Autrefois, ce travail était réalisé au moyen d'une sonde, grosse tarrière formée de plusieurs barres de fer qui s'emboîtent. 